# Аргудат
Аргудат — река в Красноярском крае России. Устье реки находится в 248 км от устья по левому берегу реки Четь.
Длина реки — 52 км, площадь бассейна — 441 км². Протекает на юге Чулымской равнины.

## Притоки
(км от устья)
- Павловка (лв)
- Таловка (лв)
- 21 км: Плотникова (лв)
- Поваренкина (лв)
- Пронина (лв)

## Данные водного реестра
По данным государственного водного реестра России относится к Верхнеобскому бассейновому округу, водохозяйственный участок реки — Чулым от г. Ачинск до водомерного поста села Зырянское, речной подбассейн реки — Чулым. Речной бассейн реки — (Верхняя) Обь до впадения Иртыша.
Код водного объекта — 13010400212115200019719.